# Паткановская улица
Паткановская улица — улица в Невском районе Санкт-Петербурга. Проходит от Октябрьской набережной до проспекта Большевиков.

## История
В 1960-х годах в районе Сосновка, при застройке панельным жильём района южнее самого парка была проложена изогнутая улица. В документах дорога фигурировала как «северная прорезка у Октябрьской набережной». В 2014 году прошёл капитальный ремонт участка улицы, выходящего к набережной.

## Название
31 января 2017 года Топонимическая комиссия назвала улицу Паткановской — в честь востоковеда Керопэ Патканова (Патканяна), некогда владевшего усадьбой Сосновка.
Также в названии получило отражение название колонии Патканово, которую населяли немцы Новосаратовки.